# 日原傳
日原 傳（ひはら つたえ、1959年（昭和34年）4月30日 - ）は、日本の俳人・中国哲学文学研究家。法政大学人間環境学部教授。

## 来歴
山梨県に生まれる。同じ日原姓の日原利国と同じ集落の出身。（縁戚関係はない。）山梨県立日川高校卒。高校時代甲府一高で末木文美士を教えた弦間教諭の教えを受ける。1979年（昭和54年）、東大学生俳句会に入会し、小佐田哲男、有馬朗人、山口青邨の指導を仰ぐ。文科Ⅲ類から始め文学部国文学専修に進むが一年後中国哲学専修に転ずる。1984年（昭和59年）に東京大学文学部を卒業。1990年（平成2年）に有馬朗人主宰の「天為」の創刊に参加。1992年（平成4年）に同大学大学院人文科学研究科中国哲学専門課程博士課程を単位修得後退学する。同年法政大学第二教養部専任講師。1999年（平成11年）に法政大学人間環境学部助教授、2003年（平成15年）に同大学同学部教授に就任する。
2009年（平成21年）、句集『此君』で第32回俳人協会新人賞を受賞する。妻の明隅礼子も俳人。

## 著書
- 『重華』 (花神社、1993)
- 『江湖』（花神社、2002）
- 『此君』（ふらんす堂、2008）
- 『素十の一句』（ふらんす堂、2013）

## 共編・共著
- 『玩鴎先生詠物百首注解』鈴木健一、杉下元明、杉田昌彦、青木隆他（太平書屋、1991）
- 『新日本古典文学大系明治編／海外見聞集』松田清・ロバート・キャンベル・鈴木健一・杉下元明・堀口育男・堀川貴司・山崎一穎・斎藤希史他（岩波書店、2009）